# Kelemen Dávid
Kelemen Dávid (Békéscsaba, 1992. május 24. –) magyar labdarúgó, a Csíkszereda játékosa.

## Sikerei, díjai
MTK Budapest
- NB1 bronzérmes : 2014–15
- NB2 aranyérmes : 2011–12
- Magyar labdarúgókupa döntős : 2011-12